# Ernest Lluch i Martín
Ernest Lluch i Martín (Vilassar de Mar, 21 de gener de 1937 – Barcelona, 21 de novembre de 2000) fou un economista i polític català, germà del geògraf Enric Lluch. Doctor en Ciències Econòmiques per la Universitat de Barcelona amb la tesi "El Pensamiento económico en Cataluña entre el Renacimiento económico y la Revolución industrial: la irrupción de la escuela clásica y la respuesta proteccionista", també va estudiar a la Universitat de la Sorbona, a París. Va ser militant del PSC i un dels fundadors del PSPV.
Fou portaveu del PSC al Congrés dels Diputats d'Espanya i ministre de Sanitat i Consum, nomenat el 1982 per Felipe González; va exercir el càrrec fins al 1986. Va ser assassinat per ETA el 21 de novembre del 2000.

## Biografia
Quan era professor ajudant a la Universitat de Barcelona, va ser expedientat, detingut en diverses ocasions i expulsat de la Universitat per la seva activitat política antifranquista. Durant uns anys va ensenyar a la Universitat de València, i fou un dels ponents del I Congrés d'Història del País Valencià.
Formava part del grup conegut com a els 10 d'Alaquàs, que va ser detingut per la Brigada Político-Social a la població valenciana del mateix nom on havien de constituir el Consell Democràtic del País Valencià que promouria la redacció d'un Estatut d'Autonomia i la creació d'un govern autònom valencià. El grup va ser processat i se'ls van imputar tres anys de presó que no van complir per l'indult del 25 de novembre de 1975.
Membre del PSC-Congrés el 15 de juny de 1977 fou elegit diputat encapçalant la llista per Girona de Socialistes de Catalunya, coalició electoral del PSC-Congrés i la Federació catalana del PSOE, el 1979, realitzada ja la unitat dels socialistes catalans, encapçalà novament la llista gironina del PSC essent reelegit.
L'abril de 1980 va ser elegit portaveu del PSC al Congrés dels Diputats, i després del cop d'estat del 23 de febrer de 1981, amb l'aprovació de la Llei orgànica d'harmonització del procés autonòmic (LOAPA), que restringia l'autogovern, fou destituït per la seva negativa a presentar esmenes que havia aprovat el partit. A les eleccions d'octubre de 1982, va ser elegit novament diputat pel PSC, aquesta vegada per Barcelona. Felipe González el va nomenar ministre de Sanitat i Consum, càrrec que ocupà fins al 1986. Com a fita important d'aquest mandat, se'l considera oficiosament el pare intel·lectual de la Ley general de sanidad de 1986, on es posen les bases legals de la universalització de l'atenció sanitària.
El maig de 1986 es va retirar de la primera fila política per tornar a la càtedra d'Història de Doctrines Econòmiques de la Universitat de Barcelona. El 2 de gener de 1989, va prendre possessió com a rector de la Universitat Internacional Menéndez Pelayo (UIMP), amb seu central a Santander, i en va aprofundir la descentralització dels cursos d'estiu.
Va destacar com a defensor del diàleg com a eina per aconseguir el respecte pels drets humans, i la pau a Euskadi. El 21 de novembre del 2000 va ser víctima d'un atemptat mortal al garatge de casa seva, a Barcelona, reivindicat per l'anomenat Comando Barcelona de la banda terrorista d'ETA, format per Fernando García Jodrà, alias 'Txomin', Liarni Armendaritz i José Antonio Krutxaga. Lluch va rebre dos trets al cap i va ser trobat mort per un veí una hora i mitja més tard. El 'líder' del Comando Barcelona va explicar quan va ser detingut que José Antonio Krutxaga va ser l'autor dels dos trets que van matar Ernest Lluch. Fou enterrat al cementiri de Maià de Montcal, en el nínxol 174, poble on tenia una casa on descansava.

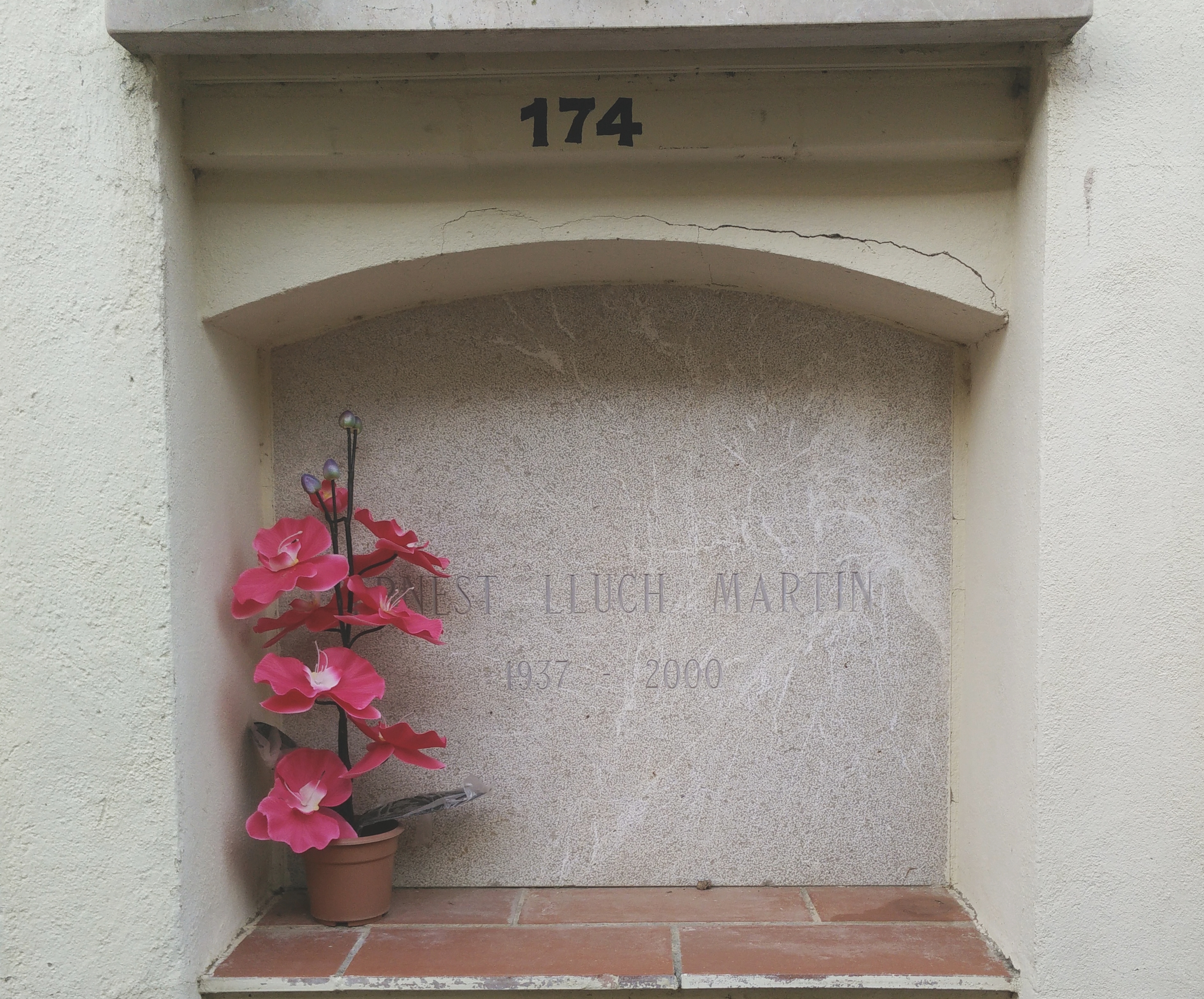
Nínxol 174 del cementiri de Maià de Montcal, on és enterrat Lluch

De forma pòstuma fou guardonat l'any 2000 i 2001 amb el Premi Català de l'Any i amb la Medalla d'Honor del Parlament de Catalunya⁣⁣, respectivament. L'any 2000 també se'l va distingir com a col·legiat de mèrit del Col·legi d'Economistes de Catalunya. L'any 2009 es va celebrar al Palau Robert de Barcelona l'exposició Ernest Lluch, l'esforç per construir un país, organitzada per la Generalitat de Catalunya i la Fundació Ernest Lluch.
Els tres membres del comando van ser detinguts i condemnats per l'Audiència Nacional a 33 anys de presó per l'assassinat d'Ernest Lluch.

## Obra
- El pensament econòmic a Catalunya (1760-1849). Edicions 62, 1973
- La via valenciana. Editorial Tres i Quatre, 1976 (Premi Joan Fuster d'assaig, 1975)
- La Catalunya vençuda del segle xviii. Foscors i clarors de la Il·lustració. Edicions 62, 1996
- Las Españas vencidas del siglo XVIII. Editorial Crítica, 1999
- L'alternativa catalana (1700-1714-1740). Ramon de Vilana i Perlas i Juan Amor de Soria: teoria i acció austriacistes. Eumo Editorial, 2000

## Honors
- Biblioteca Municipal Ernest Lluch i Martín Arxivat 2006-07-13 a Wayback Machine. a Vilassar de Mar, anomenada en el seu honor.
- Biblioteca Municipal Ernest Lluch Arxivat 2013-06-19 a Wayback Machine. a Girona
- Jardins Ernest Lluch al districte de Les Corts de Barcelona.
- Institut Ernest Lluch al districte de l'Eixample de Barcelona.
- Institut Ernest Lluch i Martín Arxivat 2015-09-30 a Wayback Machine., al municipi de Cunit (Baix Penedès)
- Escola pública de primària CEIP Ernest Lluch, al municipi barcelonès d'Abrera.[12]
- Estació de les línies T1, T2 i T3 de Trambaix i estació de la línia L5 del Metro de Barcelona al municipi de Barcelona
- Jardins Ernest Lluch, a Lleida.